# Aloe greenii
Aloe greenii är en grästrädsväxtart som beskrevs av John Gilbert Baker. Aloe greenii ingår i släktet Aloe och familjen grästrädsväxter. Inga underarter finns listade i Catalogue of Life.

## Bildgalleri

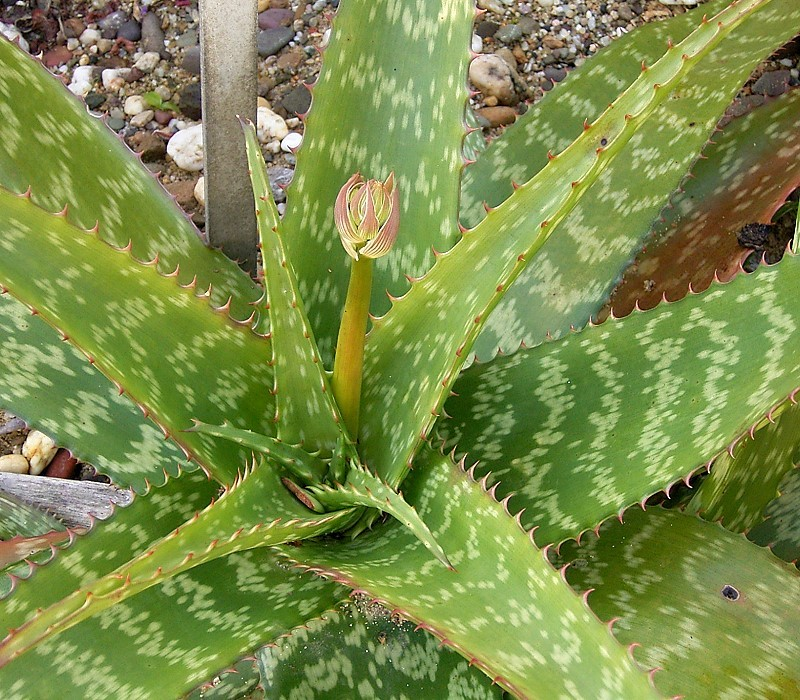
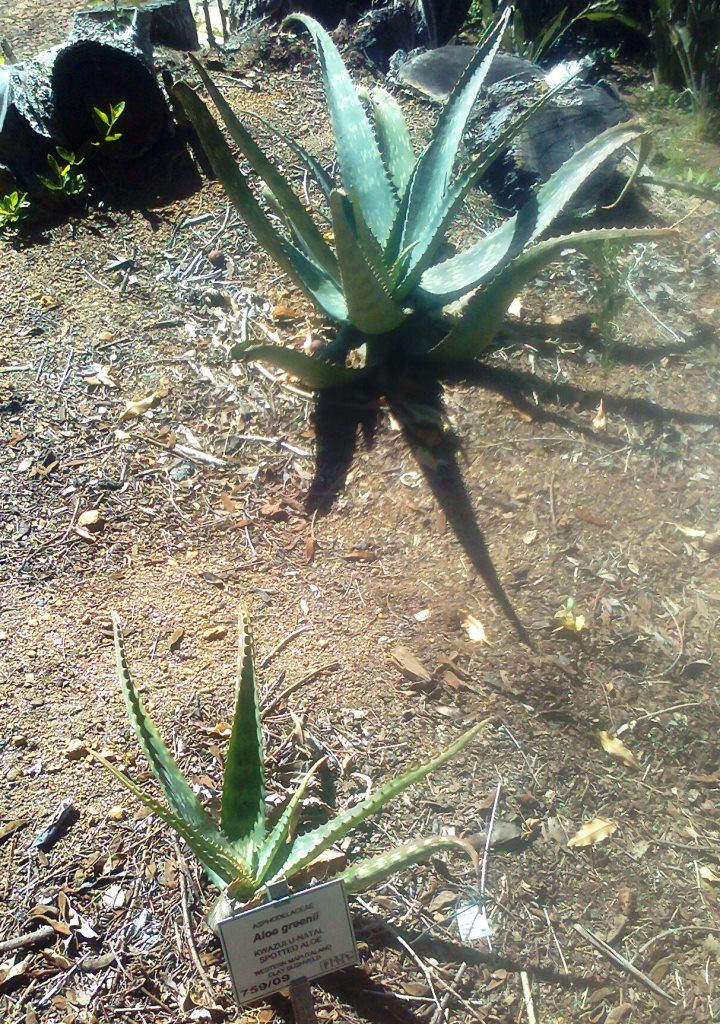
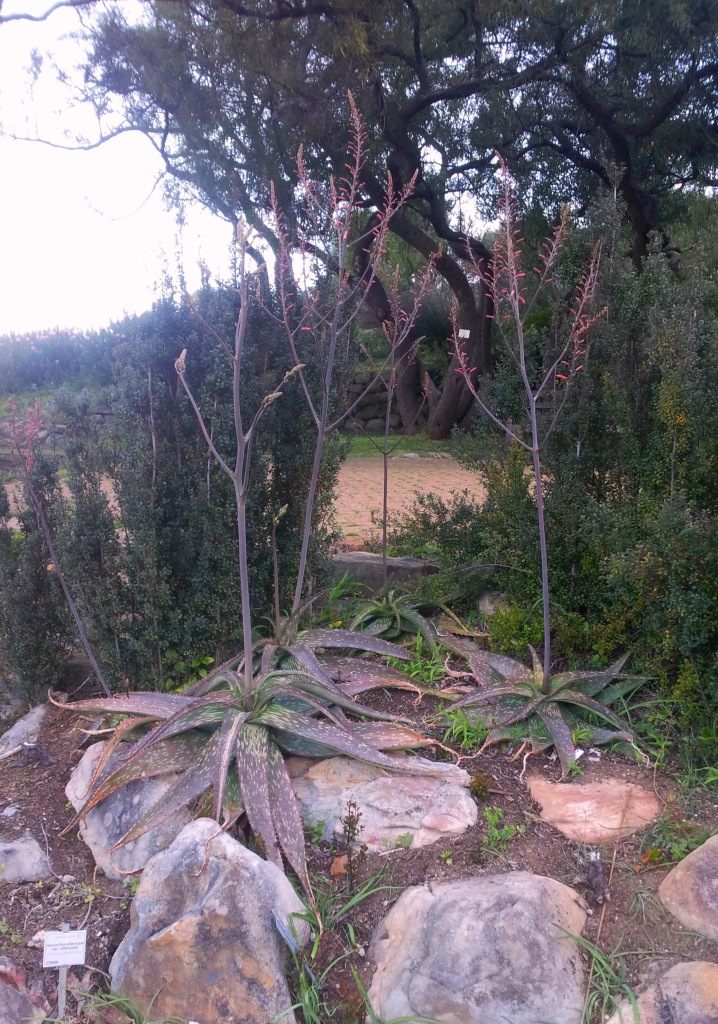
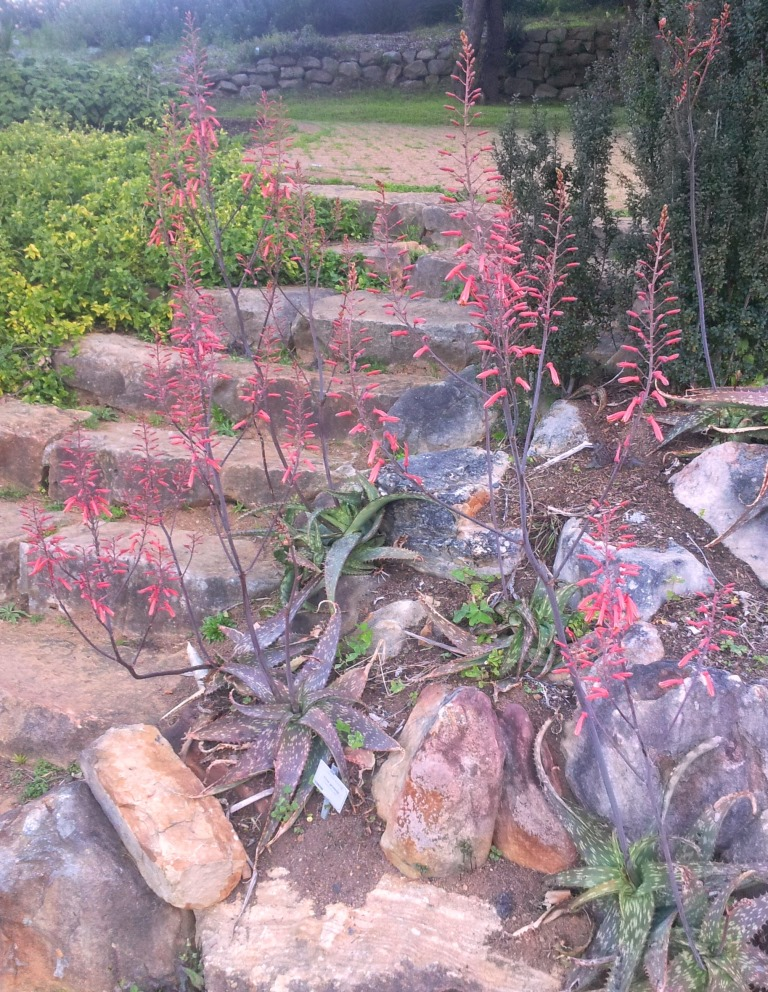